# حسين العيسى (لاعب كرة قدم مواليد 2001)
حسين حسن العيسى، لاعب كرة قدم سعودي يلعب حالياً في النادي العربي.

## مسيرة اللاعب
لعب في الفئات السنية في نادي الإتحاد و لعب بعدها مع نادي هجر ونادي الخلود والنادي العربي.